# Hong Kong Open 1976
L'Hong Kong Open 1976 è stato un torneo di tennis giocato sul cemento. È stata la 3ª edizione dell'Hong Kong Open che fa del Commercial Union Assurance Grand Prix 1976. Si è giocato a Hong Kong dal 7 al 13 novembre 1976.

## Campioni

### Singolare
Ken Rosewall ha battuto in finale  Ilie Năstase con il punteggio di 1–6, 6–4, 7–6, 6–0

### Doppio
Hank Pfister /  Butch Walts hanno battuto in finale  Anand Amritraj /  Ilie Năstase con il punteggio di 6–4, 6–2